# Roca La Fama
La Roca La Fama es una de las rocas de las festividades del Corpus Christi de la ciudad de Valencia.

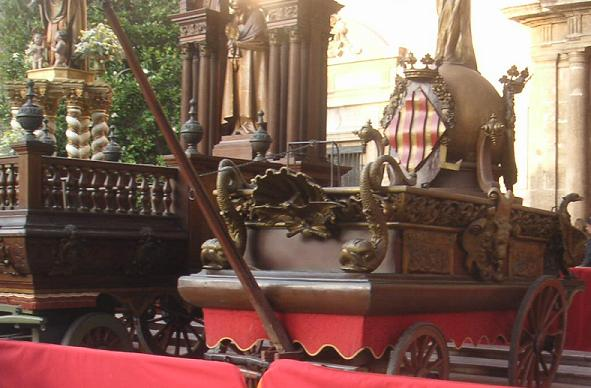
La roca en la plaza de la Virgen (2005)

## Descripción
El cuerpo principal de la roca está formado por una esfera dorada sobre la que se levanta una figura femenina alada que hace sonar una larga trompeta. En la mano derecha lleva una corona de laurel. Rodean la esfera los escudos de Valencia, Alicante y Castellón de la Plana. Sobre los lados de la roca están representados la entrada de Jaime I en Valencia, la del Cid, el Crit del Palleter, y una procesión mariana entre montañas.
La plataforma de la carroza tiene un doble fondo para poderla lastrar.
Es la roca más airosa, aunque tuvo que ser recortada en 1912 por los problemas con los cables del tranvía.

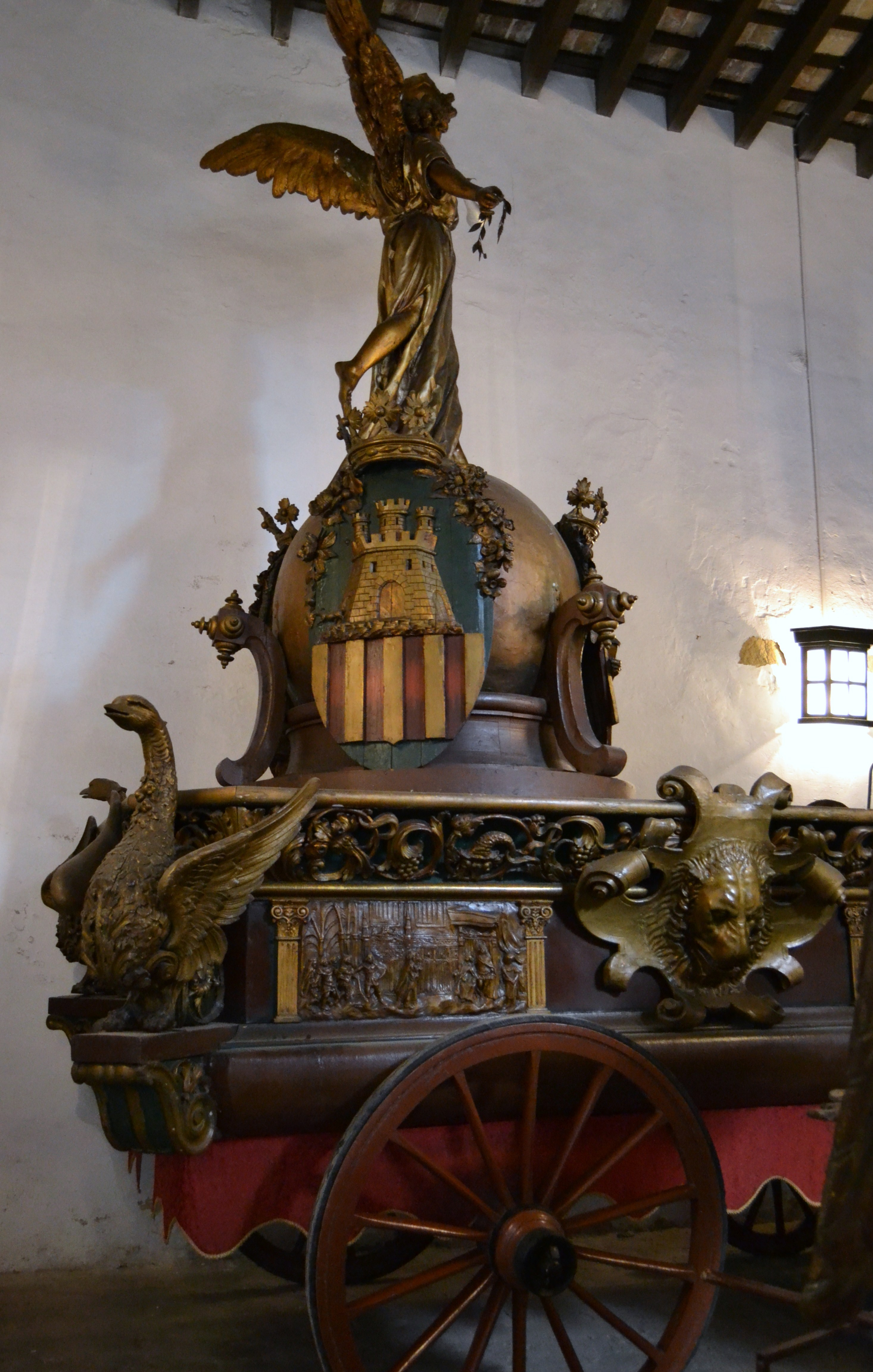
Lateral de la pieza principal, mostrando el escudo de la provincia de Castellón

## Historia
Fue construida en 1899 para la Cabalgata de la Feria de Julio. Se financió con las aportaciones de Lo Rat Penat y del Círculo de Bellas Artes. Ambas instituciones la regalaron al Ayuntamiento en 1900, institución que la añadió a las siete rocas del Corpus que ya existían.
La ejecución de la obra fue responsabilidad de Julio Cebrián Mezquita, pintor profesor de la Escuela Superior de Bellas Artes de San Carlos, y participaron Alberto Pla Rubió y Pere Ferrer Calatayud, entre otros.
Debido a la riada de 1957, fue restaurada en 1959 por Lluís Roig de Alós, restaurador artístico municipal del ayuntamiento de Valencia. Como resultado de los trabajos de restauración de 1959, se encontraron problemas constructivos y otros originados por restauraciones anteriores. Respecto a la construcción original, Roig critica la estructura de construcción fragmentada, con profusión de detalles, tallas y relieves. Sobre esa estructura se habían realizado restauraciones con cartón y pasta de harina. La combinación de múltiples piezas de madera con múltiples materiales y la posterior inundación y secado, dañaron muchas partes. Las piezas de cartón y pasta fueron subsituidas por otras de madera, ciertas partes de madera -por ejemplo, los frisos- fueron reforzadas, y las partes de materiales textiles recibieron unos nuevos, tratados con colas plásticas impermeables.